# Élections législatives de 1958 dans la Nièvre
Les élections législatives françaises de 1958 se déroulent les 23 et 30 novembre 1958. Dans le département de la Nièvre, trois députés sont à élire dans le cadre de trois circonscriptions.

## Élus
| Circonscription | Député élu      | Parti | Parti |
| --------------- | --------------- | ----- | ----- |
| 1re             | Marius Durbet   |       | UNR   |
| 2e              | Paul Boulet     |       | UNR   |
| 3e              | Jehan Faulquier |       | CNIP  |

## Système électoral
Pour la première fois depuis 1936, les élections législatives ont lieu au scrutin uninominal majoritaire à deux tours dans des circonscriptions uninominales.
Est élu au premier tour le candidat qui réunit la majorité absolue des suffrages exprimés et un nombre de voix au moins égal au quart (25 %) des électeurs inscrits dans la circonscription. Si aucun des candidats ne satisfait ces conditions, un second tour est organisé entre les candidats ayant réuni un nombre de voix au moins égal à 5 % des suffrages exprimés. Au second tour, le candidat arrivé en tête est déclaré élu.
Le seuil de qualification, basé sur un pourcentage relativement faible des suffrages exprimés, tend à faciliter l'accès au second tour de plus de deux candidats. Les candidats en lice au second tour peuvent ainsi fréquemment être trois, un cas de figure appelé « triangulaire ». Lorsque quatre candidats s'affrontent au second tour, on parle de « quadrangulaire ».

## Résultats

### Résultats à l'échelle du département
| Parti          | Parti                                            | Premier tour | Premier tour | Second tour | Second tour | Sièges |
| Parti          | Parti                                            | Voix         | %            | Voix        | %           | Sièges |
| -------------- | ------------------------------------------------ | ------------ | ------------ | ----------- | ----------- | ------ |
|                | Union pour la nouvelle République                | 28 593       | 24,99        | 42 466      | 37,10       | 2      |
|                | Centre national des indépendants et paysans      | 12 930       | 11,30        | 15 318      | 13,38       | 1      |
|                | Modérés                                          | 11 199       | 9,79         | 119         | 0,10        | 0      |
|                | Droite parlementaire                             | 52 722       | 46,08        | 57 903      | 50,58       | 3      |
|                |                                                  |              |              |             |             |        |
|                | Parti communiste français                        | 26 806       | 23,43        | 25 769      | 22,51       | 0      |
|                | Section française de l'Internationale ouvrière   | 21 771       | 19,03        | 18 579      | 16,23       | 0      |
|                | Union des forces démocratiques                   | 7 768        | 6,79         | 12 219      | 10,67       | 0      |
|                | Parti républicain, radical et radical-socialiste | 4 571        | 3,99         | Retrait     | Retrait     | 0      |
|                | Union et fraternité française                    | 784          | 0,69         |             |             | 0      |
|                |                                                  |              |              |             |             |        |
| Inscrits       | Inscrits                                         | 157 316      | 100,00       | 157 297     | 100,00      | 3      |
| Abstentions    | Abstentions                                      | 40 632       | 25,83        | 38 810      | 24,67       |        |
| Votants        | Votants                                          | 116 684      | 74,17        | 118 487     | 75,33       |        |
| Blancs et nuls | Blancs et nuls                                   | 2 262        | 1,94         | 4 017       | 3,39        |        |
| Exprimés       | Exprimés                                         | 114 422      | 98,06        | 114 470     | 96,61       |        |

### Résultats  par circonscription

#### Première circonscription (Nevers)
| Candidat       | Candidat          | Parti          | Premier tour | Premier tour | Second tour | Second tour |  |
| Candidat       | Candidat          | Parti          | Voix         | %            | Voix        | %           |  |
| -------------- | ----------------- | -------------- | ------------ | ------------ | ----------- | ----------- |  |
|                | Marius Durbet élu | UNR            | 16 934       | 43,05        | 20 863      | 51,74       |  |
|                | Marcel Barbot     | PCF            | 10 262       | 26,09        | 11 368      | 28,19       |  |
|                | André Cloix       | SFIO           | 7 571        | 19,25        | 8 090       | 20,06       |  |
|                | Louis Périllier   | Radsoc         | 4 571        | 11,62        | Retrait     | Retrait     |  |
|                |                   |                |              |              |             |             |  |
| Inscrits       | Inscrits          | Inscrits       | 53 844       | 100,00       | 53 822      | 100,00      |  |
| Abstentions    | Abstentions       | Abstentions    | 13 599       | 25,26        | 12 706      | 23,61       |  |
| Votants        | Votants           | Votants        | 40 245       | 74,74        | 41 116      | 76,39       |  |
| Blancs et nuls | Blancs et nuls    | Blancs et nuls | 907          | 2,25         | 795         | 1,93        |  |
| Exprimés       | Exprimés          | Exprimés       | 39 338       | 97,75        | 40 321      | 98,07       |  |

#### Deuxième circonscription (Cosne-Cours-sur-Loire)
| Candidat       | Candidat         | Parti          | Premier tour | Premier tour | Second tour | Second tour |  |
| Candidat       | Candidat         | Parti          | Voix         | %            | Voix        | %           |  |
| -------------- | ---------------- | -------------- | ------------ | ------------ | ----------- | ----------- |  |
|                | Paul Boulet élu  | UNR            | 11 659       | 29,57        | 21 603      | 59,8        |  |
|                | Henri Clément    | Modérés        | 11 199       | 28,4         | 119         | 0,33        |  |
|                | Robert Hostier   | PCF            | 10 366       | 26,29        | 14 401      | 39,87       |  |
|                | André Beauchet   | SFIO           | 5 426        | 13,76        | Retrait     | Retrait     |  |
|                | Célestin Pierrat | UFF            | 784          | 1,99         |             |             |  |
|                |                  |                |              |              |             |             |  |
| Inscrits       | Inscrits         | Inscrits       | 53 621       | 100,00       | 53 623      | 100,00      |  |
| Abstentions    | Abstentions      | Abstentions    | 13 571       | 25,31        | 15 053      | 28,07       |  |
| Votants        | Votants          | Votants        | 40 050       | 74,69        | 38 570      | 71,93       |  |
| Blancs et nuls | Blancs et nuls   | Blancs et nuls | 616          | 1,54         | 2 447       | 6,34        |  |
| Exprimés       | Exprimés         | Exprimés       | 39 434       | 98,46        | 36 123      | 93,66       |  |

#### Troisième circonscription (Clamecy - Château-Chinon)
| Candidat       | Candidat            | Parti          | Premier tour | Premier tour | Second tour | Second tour |  |
| Candidat       | Candidat            | Parti          | Voix         | %            | Voix        | %           |  |
| -------------- | ------------------- | -------------- | ------------ | ------------ | ----------- | ----------- |  |
|                | Jehan Faulquier élu | CNIP           | 12 930       | 36,27        | 15 318      | 40,28       |  |
|                | Daniel Benoist      | SFIO           | 8 774        | 24,61        | 10 489      | 27,58       |  |
|                | François Mitterrand | UFD            | 7 768        | 21,79        | 12 219      | 32,13       |  |
|                | Raymond Bussière    | PCF            | 6 178        | 17,33        | Retrait     | Retrait     |  |
|                |                     |                |              |              |             |             |  |
| Inscrits       | Inscrits            | Inscrits       | 49 851       | 100,00       | 49 852      | 100,00      |  |
| Abstentions    | Abstentions         | Abstentions    | 13 462       | 27           | 11 051      | 22,17       |  |
| Votants        | Votants             | Votants        | 36 389       | 73           | 38 801      | 77,83       |  |
| Blancs et nuls | Blancs et nuls      | Blancs et nuls | 739          | 2,03         | 775         | 2           |  |
| Exprimés       | Exprimés            | Exprimés       | 35 650       | 97,97        | 38 026      | 98          |  |